# Dubianaclia contigua
Dubianaclia contigua är en fjärilsart som beskrevs av Saalmüller 1884. Dubianaclia contigua ingår i släktet Dubianaclia och familjen björnspinnare. Inga underarter finns listade i Catalogue of Life.